# Pochette (strumento musicale)
La pochette è uno strumento musicale della famiglia degli archi probabilmente derivato dalla giga. 
Il nome viene dal francese, pochette, ossia taschino; in inglese, lo strumento è chiamato kit violin (violino da tasca), in tedesco, Tanzmeistergeige (lett. violino per il maestro di danza). 
Essenzialmente, la pochette è un violino piccolo e sottile, progettato per essere infilato in una tasca (da cui il nome francese). Era utilizzato dai maestri di danza a corte, e dai musicisti di strada fino al XVIII secolo. 

## Storia
Esiste una grande varietà di pochette. In passato furono anche costruite da maestri liutai come Antonio Stradivari e i Guarneri. 
Le pochette servivano anche come giocattoli per gli infanti della nobiltà. 

Tre modelli di pochette. Quello in alto, lungo 45 centimetri, fu realizzato nei Paesi Bassi nel Settecento; quello in basso, lungo solo 43 centimetri e mezzo, fu fatto nel 1641 in Firenze ed ha un intarsio di avorio ed ebano su fondo di acero

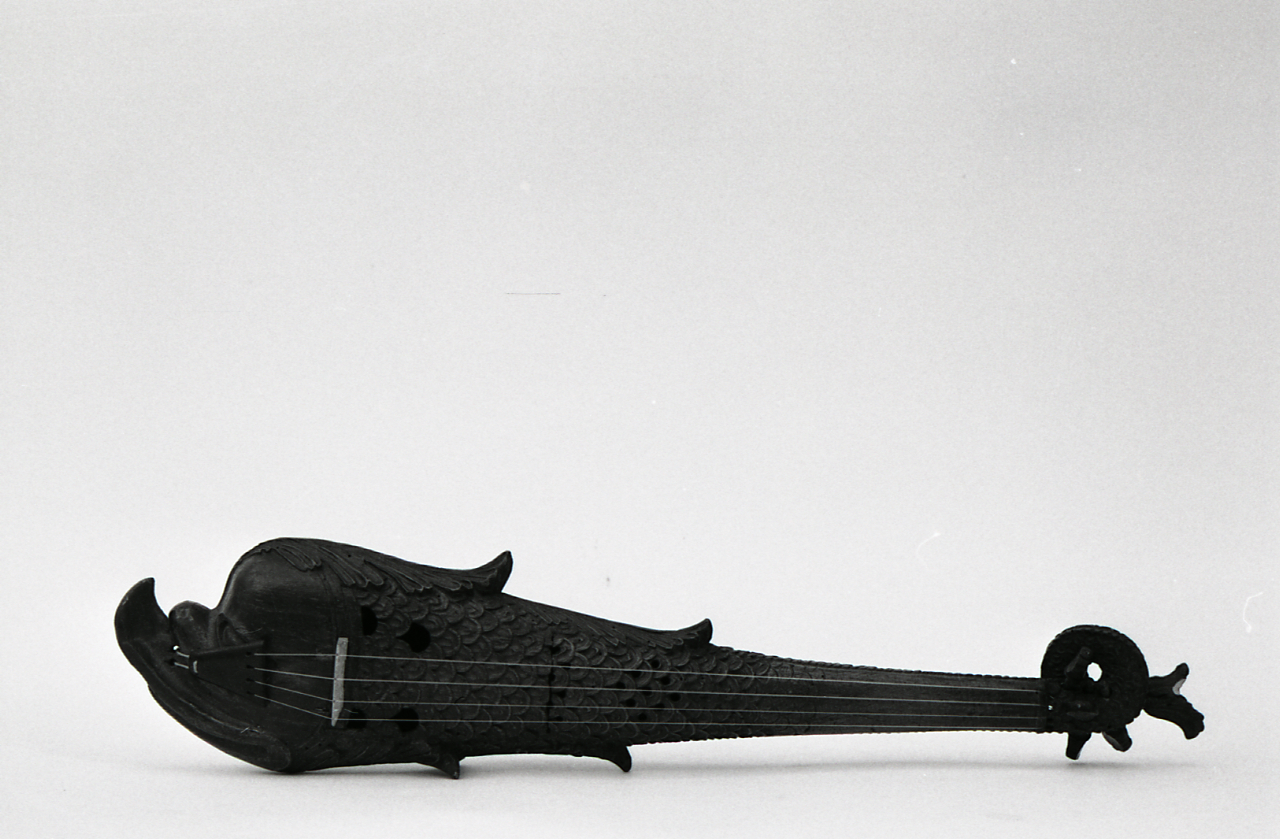
Battista Bressano, pochette in forma di delfino, Brescia (?), fine sec. XVI - inizio sec. XVII. Bologna, Museo internazionale e biblioteca della musica. Foto di Paolo Monti, 1974.

Si pensa che le due parti di "violini piccioli alla francese" nell'Orfeo di Claudio Monteverdi fossero scritte per delle pochette piuttosto che per dei violini piccoli veri e propri.
Nella seconda metà del XVIII secolo si diffonde una variante di pochette adattata a bastone da passeggio, chiamata violino a bastone.
Nella seconda metà dell'Ottocento le pochette erano ormai fuori moda. Nel racconto lungo La scuola dei Robinson, il romanziere Jules Verne caratterizza un personaggio caricaturale, il "professor" Tartelett, come un maestro di danza, rappresentandolo con l'inseparabile pochette.